# Повна
Повна — річка в Ростовській області Росії, і Луганській області України, ліва і найбільша притока Деркула. Довжина 79 км, площа водозбірного басейну 2 400 км². Падіння 155 м, ухил 2 м/км. Найбільша притока — річка Комишна.

## Географія
В основному тече по території Росії (Чертковський і Міллеровський райони Ростовської області), і лише дві невеликі прикордонні ділянки загальною довжиною 3,2 км тече по території України (Станично-Луганський район Луганської області).
Правий берег високий, лівий пологий. Верхня частина басейну горбиста, але вже в середній течії приймає рівнинний характер.

## Водний режим
Повна — типова степова річка, живиться талими сніговими водами і має вкрай нерівномірний розподіл стоку, що припадає на 75-90% під час весняної повені. Під час частих відлиг травляються значні паводки. Крім того у русло потрапляють джерела, внаслідок чого вода на дні значно холодніше, ніж на поверхні. Ці джерела підтримують живлення річки в межень.